# Rivière Kanishushteu
La rivière Kanishushteu est un affluent de rivière Ashuapmushuan, coulant dans le territoire non organisé de Lac-Ashuapmushuan, dans la municipalité régionale de comté (MRC) du Domaine-du-Roy, dans la région administrative de Saguenay–Lac-Saint-Jean, dans la province de Québec, au Canada.
La partie inférieure de la vallée de la rivière Kanishushteu est surtout desservie par une route forestière; une autre route forestière dessert la partie supérieure. Ces routes se connecte indirectement à la route 167 qui est située au sud-ouest,.
La foresterie (principalement la sylviculture) constitue la principale activité économique de cette vallée; les activités récréotouristiques, en second. Le cours de cette rivière est entièrement située dans la réserve faunique Ashuapmushuan.

## Géographie
La rivière Kanishushteu tire sa source à l'embouchure du lac Robinos (longueur: 0,64 km; altitude: 366 m). Ce lac est encaissé entre les montagnes en zone forestière.
L'embouchure du Lac Robinos est située en zone forestière dans le territoire non organisé de Lac-Ashuapmushuan, à:
- 13,5 km au nord-ouest de l'embouchure de la rivière Chigoubiche;
- 4,3 km au sud-ouest du cours de la rivière Ashuapmushuan[2].

À partir de l'embouchure du lac Robinos, la rivière Kanishushteu coule sur 14,0 km avec une dénivellation de 106 m, entièrement en zone forestière, selon les segments suivants:
- 1,7 km vers le nord-est, en recueillant la décharge (venant du nord) du lac Vertain, jusqu'à un coude de rivière;
- 3,6 km vers le sud-est, en traversant une zone de marais et en recueillant la décharge (venant du nord-est) de trois lacs: des Mitrelles, Magot et Agréable, jusqu'à la décharge (venant du nord-ouest) du Lac Suspendu;
- 5,3 km vers le sud en traversant deux petits lacs, en recueillant un ruisseau (venant du nord-ouest), en traversant un 3e lac (altitude: 316 m) en mi-segment et un petit lac vers la fin du segment, jusqu'à la confluence de la rivière Kanatuashuekanutsh (venant du nord-ouest);
- 3,4 km vers le sud-est relativement en ligne droite, formant un crochet vers le nord-est en fin de segment, jusqu'à son embouchure[2].

La rivière Kanishushteu se déverse au fond d'une petite baie (longueur: 0,3 km) connecté à un coude de rivière sur la rive sud-ouest de la rivière Ashuapmushuan. Cette confluence est située au pied d'une série de rapides, à:
- 65,3 km au nord-ouest du centre-ville de Saint-Félicien;
- 74,9 km au nord-ouest de l'embouchure de la rivière Ashuapmushuan[2].

À partir de l’embouchure de la rivière Kanishushteu, le courant descend le cours de la rivière Ashuapmushuan sur 92,9 km, puis traverse le lac Saint-Jean vers l'est sur 41,1 km (soit sa pleine longueur), emprunte le cours de la rivière Saguenay via la Petite Décharge sur 172,3 km vers l'est jusqu'à Tadoussac où il conflue avec l’estuaire du Saint-Laurent.

## Toponymie
Le toponyme « rivière Kanishushteu » a été officialisé le 2 décembre 1982 à la Banque des noms de lieux de la Commission de toponymie du Québec.